# Oskar Wunderlich

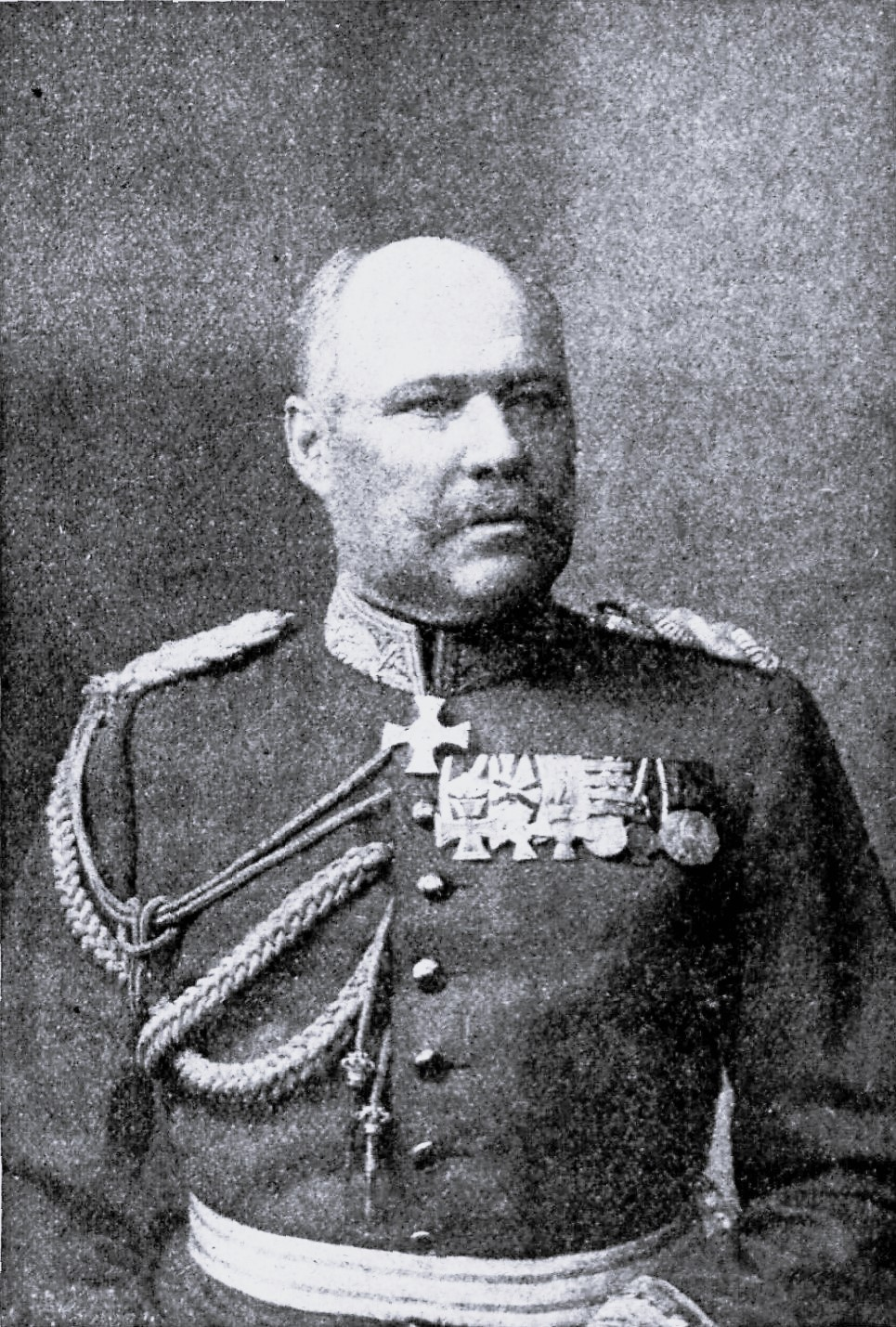
Oskar Wunderlich

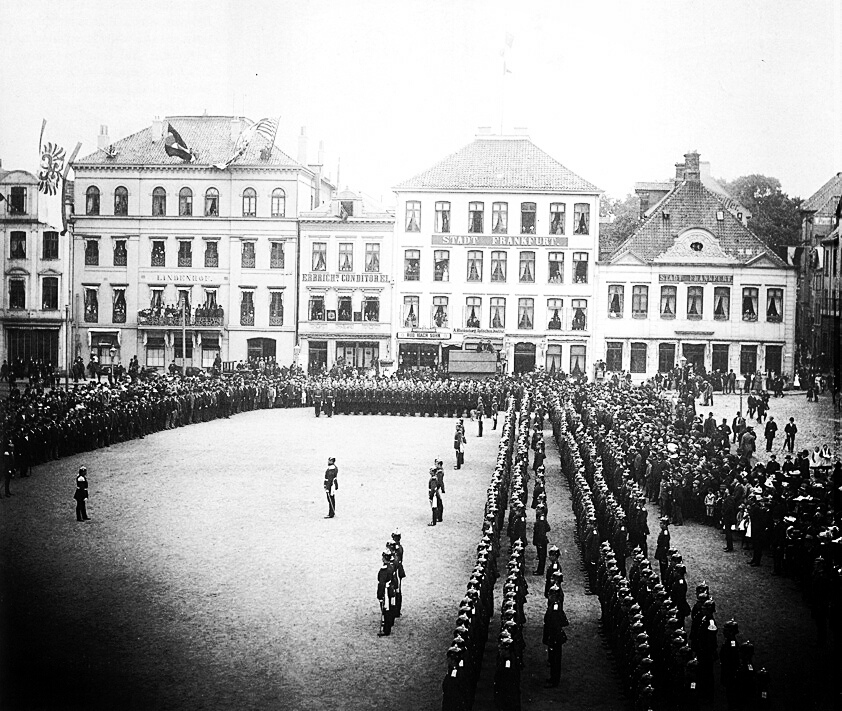
Appell der 75er anlässlich deren 25-jährigen Bestehens (1891) auf dem Domshof in Bremen

Oskar Ernst Friedrich Heinrich Wunderlich (* 3. September 1846 in Ehrenbreitstein; † 16. Oktober 1914 in Lübeck) war preußischer Generalleutnant.

## Leben
Er war der Sohn des gleichnamigen Konsistorialpräsidenten Oscar Wunderlich und dessen Ehefrau Christine, geborene Viereck.
Wunderlich trat nach seinem Abitur am 1. April 1866 als Dreijährig-Freiwilliger in das Leib-Grenadier-Regiment (1. Brandenburgisches) Nr. 8 der Preußischen Armee in Frankfurt (Oder) ein. Als solcher nahm er im gleichen Jahr während des Krieges gegen Österreich an den Schlachten bei Gitschin sowie Königgrätz teil und wurde am 13. Oktober 1866 zum Sekondeleutnant befördert. Er kam auch 1870/71 mit dem Regiment im Krieg gegen Frankreich zum Einsatz. Hier nahm er an der Belagerung von Metz sowie den Schlachten bei Beaune-la-Rolande, Orléans und Le Mans teil. Für seine Leistungen erhielt Wunderlich das Eiserne Kreuz II. Klasse.
Bereits während des Krieges war er am 4. Dezember 1870 zum Adjutanten des Füsilier-Bataillons ernannt worden. In dieser Stellung am 9. Juni 1874 zum Premierleutnant befördert, absolvierte Wunderlich ab 1. Oktober 1874 für drei Jahre die Kriegsakademie in Berlin. Am 22. März 1881 zum Hauptmann befördert, wurde er am 1. April 1881 zum Chef der 2. Kompanie des neugegründeten Infanterie-Regiments Nr. 132 in Glatz ernannt. In gleicher Funktion kommandierte er vom 22. März 1887 bis 13. Oktober 1890 die 11. Kompanie des Infanterie-Regiments Nr. 138 in Straßburg, wurde anschließend zum Major befördert und zum Stab des 1. Hanseatischen Infanterie-Regiments Nr. 75 nach Bremen versetzt. Am 1. Dezember 1892 folgte seine Ernennung zum Kommandeur des II. Bataillons in Harburg, das ab 1. Oktober 1893 in Bremen stationiert war. Im März 1897 wurde Wunderlich Oberstleutnant und rückte somit zum stellvertretenden Regimentskommandeur auf. Mit seiner Beförderung zum Oberst am 22. Mai 1899 erhielt er das Kommando über das 3. Posensche Infanterie-Regiment Nr. 58 in Glogau. Ab 22. März 1903 kommandierte er als Generalmajor die 3. Infanterie-Brigade in Rastenburg. In Würdigung seiner langjährigen Verdienste erhielt Wunderlich anlässlich des Ordensfestes am 24. Januar 1905 den Roten Adlerorden II. Klasse mit Eichenlaub. Unter Verleihung des Charakters als Generalleutnant wurde er am 20. März 1906 in Genehmigung seines Abschiedsgesuches mit der gesetzlichen Pension zur Disposition gestellt.
Seinen Lebensabend verbrachte er in Lübeck. Er war Mitglied im Verein inaktiver Offiziere zu Lübeck und der Gesellschaft zur Beförderung gemeinnütziger Tätigkeit. Gegen Mittag des 16. Oktobers 1914 befand er sich auf einem Spaziergang in der Nähe des Burgtors, als er einen Schlag erlitt. Ein schnell herbeigerufener Arzt konnte nur noch seinen Tod feststellen.
Seine drei Söhne standen zu jener Zeit schon als Leutnante im Felde.